# Michail Misunov
Michail Misunov (in russo Михаил Мисунов?, in greco Μιχάλης Μισούνοφ?; Mosca, 27 maggio 1964) è un ex cestista russo naturalizzato greco.

## Palmarès
- Campionato greco: 4

Aris Salonicco: 1987-88, 1988-89, 1989-90, 1990-91
- Coppa di Grecia: 4

Aris Salonicco: 1987-88, 1988-89, 1989-90, 1991-92
- Coppa d'Europa: 1

Aris Salonicco: 1992-93
- Coppa Korać: 1

Aris Salonicco: 1996-97
- Campionato macedone: 1

Gostivar: 1999-2000